# Cornelis Gijsbrechts

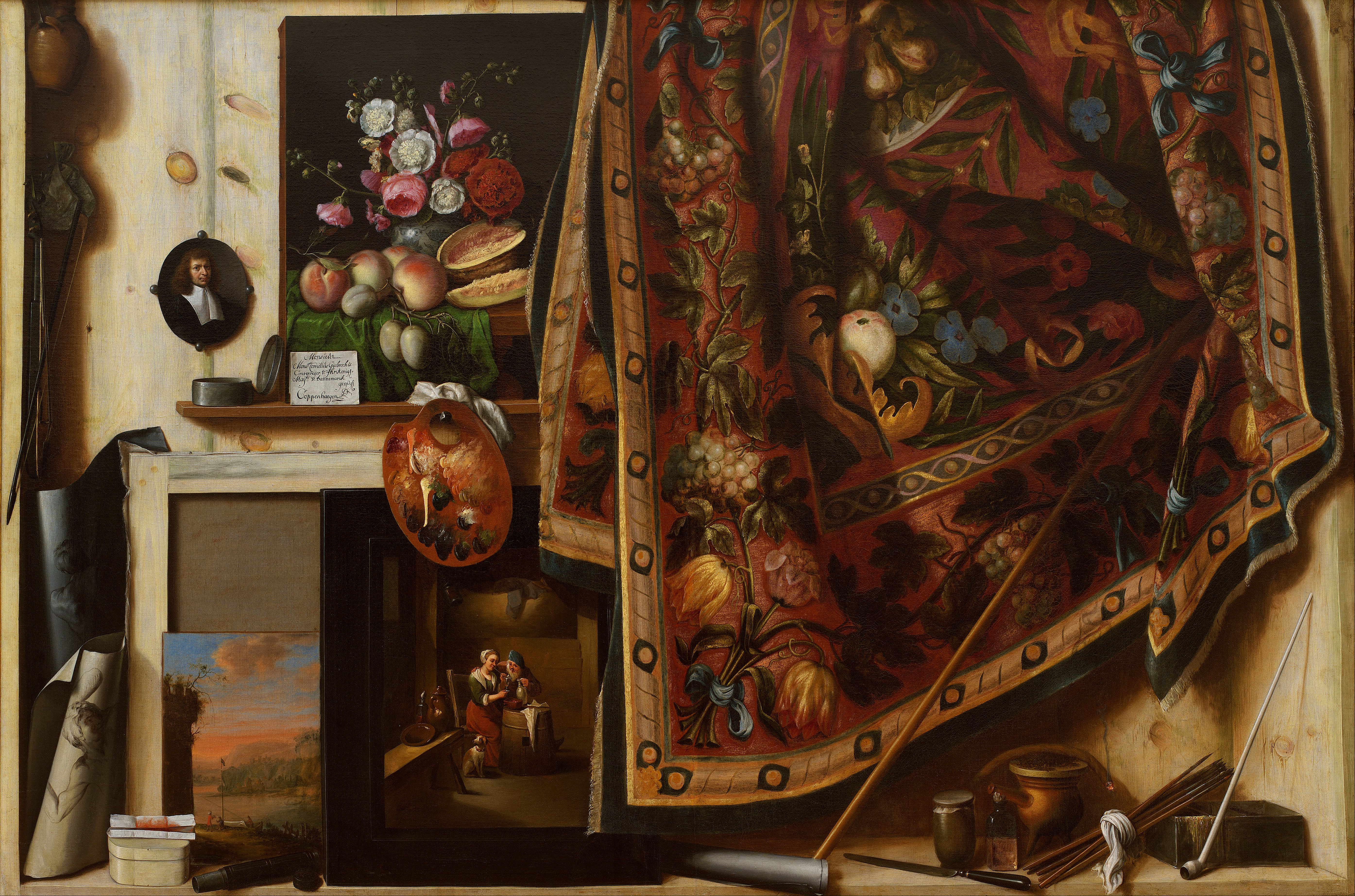
Cornelis Gijsbrechts, A Cabinet in the Artist's Studio (1670)

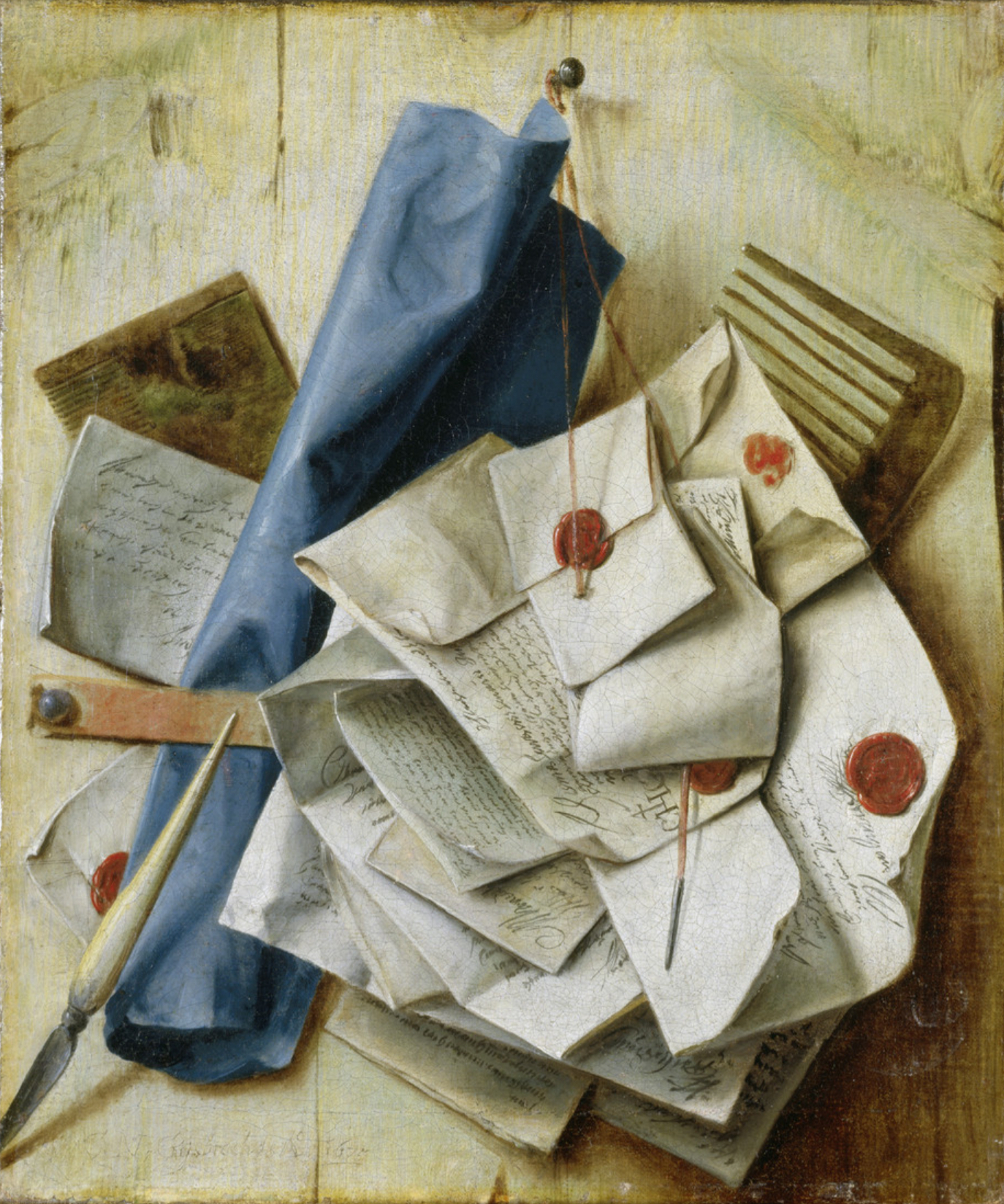
Cornelis Gijsbrechts, Quodlibet (1675)

Cornelis Norbertus Gijsbrechts lub Gysbrechts (ur. ok. 1640 w Antwerpii, zm. po 1675 w Kopenhadze) – flamandzki malarz okresu baroku specjalizujący się w martwej naturze typu trompe l’oeil.
Czynny w latach 1659–75. Ok. 1660 został mistrzem w Antwerpii. Pracował w Niemczech i Danii. Od 1668 był malarzem dworu w Kopenhadze.
Najbardziej charakterystyczne jego dzieła należą do gatunku trompe l’oeil, często o charakterze wanitatywnym, wywołując pełne złudzenie rzeczywistości.
Jego krewny, Franciscus Gijsbrechts, malował podobne tematy i motywy.

## Wybrane dzieła
- Druga strona obrazu (1670) – Państwowe Muzeum Sztuki w Kopenhadze,
- Martwa natura – trompe l'oeil Musée des Beaux-Arts de Valenciennes
- Martwa natura wanitatywna – Museum of Fine Arts w Bostonie
- Martwa natura z autoportretem (1663) – Muzeum Narodowe w Pradze
- Martwa natura z przewróconym wazonem – Gandawa, Museum voor Schone Kunsten,
- Portret starej kobiety (1672) – Gemäldegalerie,
- Quodlibet (Żart) (1665) – Kolonia, Wallraf-Richartz-Museum & Fondation Corboud,
- Trompe l’oeil – Gandawa, Museum voor Schone Kunsten,
- Trompe l’oeil z martwą naturą wanitatywną (1668) –Państwowe Muzeum Sztuki w Kopenhadze,
- Trompe l’oeil ze skrzypcami, przyborami malarskimi i autoportretem (1675) – Warszawa, Zamek Królewski,
- Vanitas (1660) – Muzeum Sztuk Pięknych w Sewilli